# Гор-ахти
| G5 | N27 · X1 · Z4 |

| G5 | N27 · X1 · Z4 |

Хорахте (устар. Горахти) — в древнеегипетской мифологии — одна из ипостасей (воплощений) солнечного бога Гора, в данном случае почитавшегося как бог света.

## Изображение и значение
Хорахте изображался в виде мужчины с головой сокола, над которой были видны солнечный диск и священный знак урея, и первоначально являлся воплощением утреннего, восходящего солнца. В Текстах пирамид это ещё отдельное, не связанное с богом Ра, божество. Начиная уже с V династии Хорахте объединён с ним в образе Ра-Горахти. При этом он идентифицируется с такими ипостасями Ра, как Хепри и Атум, совершающими свой ежедневный переход с востока на запад над горизонтом. Синкретический бог Ра-Хорахте символизирует восходящее новорожденное и вновь рожденное солнце. В этой связи богу Гор-ахти принадлежат Утро и Восток.
Согласно предположениям ряда учёных, почитание Хорахте, как особая форма солнечного вероисповедания храма в Гелиополисе, в значительной степени повлияло на развитие учения о боге Атоне в Карнаке во времена фараона Эхнатона.
Местами поклонения Хорахте как местной, особой формы бога Гора были Геолиополис, а также позднее — храм Амона в Карнаке, построенный по указанию фараона Тутмоса III и храм мёртвых женщины-фараона Хатшепсут в Дейр-эль-Бахари. В честь Гор-ахти, как и Атума и Хепре, воспевалась особая солнечная песнь.

## Имя
При переводе имени Хорахте (Гор-ахти) получаются варианты: Гор горизонта, Горизонтальный или Гор обоих горизонтов, а также Гор страны света.
Другой местной формой бога Гора в Древнем Египте был Гор-махис, образ которого почитали, начиная с эпохи Нового царства, в гигантской статуе Большого Сфинкса в районе пирамид в Гизе.